# Mike Lee
Michael Shumway "Mike" Lee, född 4 juni 1971 i Mesa, Arizona, är en amerikansk republikansk politiker. Han representerar delstaten Utah i USA:s senat sedan 3 januari 2011.
Lee avlade 1994 kandidatexamen i statsvetenskap vid Brigham Young University. Under studieåret 1993–1994 var han ordförande för studentkåren vid BYU. År 1997 avlade han sedan juristexamen vid samma universitet. Under sin juristkarriär har han bland annat arbetat som advokat med statsrätt som sitt specialområde.
Lee blev invald i senaten i mellanårsvalet i USA 2010. Han fick stöd från Tea Party-rörelsen i sin vinnande kampanj. Han tog ställning emot det sjuttonde tillägget till USA:s konstitution som innebär att senatorer väljs direkt av folket snarare än av delstaternas lagstiftande församlingar. Han gav också som sin ståndpunkt att en delstat har rätt att strunta i en federal lag (nullifikation) om lagen avses av delstaten vara författningsstridig. Om federala naturreservat i Utah sade Lee att USA:s regering borde upphöra att ockupera mark i Utah då sådana beslut har fattats på federal nivå snarare än på delstatsnivå.

## Politiska positioner
Senator Mike Lee är en konservativ republikan. The New York Times rangordnade republikanska senatorer efter ideologi och rankade senator Lee som senatens mest konservativa medlem. GovTracks 2017-analys placerade senator Lee till höger om spektrumet, till höger om de flesta republikaner, men fortfarande till vänster om en handfull republikanska senatorer. FiveThirtyEight, som spårar kongressens röster, har funnit att senator Lee röstade med president Trumps positioner 77,7 procent av tiden från och med april 2019.
Under 2017 var Lee en av 22 senatorer som undertecknade ett brev till president Donald Trump som uppmanade presidenten att få USA att dra sig ur Parisavtalet.

## Privatliv
Lee gifte sig med Sharon Burr år 1993. Paret har tre barn.
Den 2 oktober 2020 meddelade Lee att han hade testat positivt för COVID-19. Några dagar tidigare hade han deltagit i ett evenemang för Amy Coney Barrett i Vita huset där han interagerade nära med ett antal andra individer som testades positivt för coronaviruset. Lee bar inget munskydd och videofilmer visade när han kramade andra vid evenemanget.